# Merrill Moore
Merrill Everet Moore (* 26. September 1923 in Algona, Iowa; † 14. Juni 2000 in San Diego) war ein einflussreicher früher Rock ’n’ Roller und Boogie-Woogie-Pianist und Sänger.
Bereits im Alter von acht Jahren erhielt Moore Klavierunterricht. Seine größten Vorbilder waren Moon Mullican und Freddie Slack. Bekannte Songs waren Rock Rock-Ola, Snatch It And Grab It, Hard Top Race. Obwohl sich Moore mehr als Boogie Woogie bzw. Swing Musiker denn als Rock ’n’ Roller verstand, war er für den Rock-’n’-Roll-Star Jerry Lee Lewis aufgrund der starken Rockabilly Einflüsse in seinen Lieder ein großes Vorbild.
Er verstarb am 14. Juni 2000 an Krebs.
Merill E. Moore ist Mitglied der Rockabilly Hall of Fame.

## Diskographie
- 1952: Corrine Corina / Big Bug Boogie
- 1953: Bartender's Blues / Red Light
- 1953: Bell Bottom Boogie / The House Of Blue Lights
- 1953: Sweet Jeannie Lee / Snatchin’ And Grabbin’
- 1954: Fly Right Boogie / Nola Boogie
- 1954: Doggie House Blues / Ten Ten A.M.
- 1955: Rock-Rock Ola / Cow Cow Boogie
- 1955: Yes, Indeed / One Way Door
- 1955: Five Foot Two, Eyes Of Blue / Hard Top Race
- 1956: Coding To the Wrong Pigeon / Down The Road A Piece
- 1956: Rock Island Line / King Porter Stomp
- 1956: Gotta Gimme What'cha Got / She's Gone
- 1957: Barrel House Bessie / Tuck Me To Sleep In My Old 'Tucky Home
- 1957:  Buttermilk Baby / Nursery Rhyme Blues